# Handiganadu, Hiriyur
Handiganadu là một làng thuộc tehsil Hiriyur, huyện Chitradurga, bang Karnataka, Ấn Độ.